# Servizi segreti spagnoli

Distintivo del CIFAS, il servizio d'informazione militare

I servizi segreti spagnoli, unificati nel 1977, con il ritorno del Regno di Spagna alla democrazia, nel Centro Superior de Información de la Defensa, sono stati riformati con la Legge del 6 maggio 2002 n. 11, che ha contemporaneamente soppresso il CESID.
L'Autorità Nazionale di intelligence e controspionaggio (Inteligencia y Contrainteligencia) è il Segretario di Stato Direttore del Centro Nacional de Inteligencia.

## Storia

### I servizi nel franchismo
Dal 1939 il regime franchista creò diversi servizi informativi. Il Servicio de Información del Movimiento si occupava dell'informazione politica sotto il controllo del partito, il Movimiento Nacional.
Il Servicio de Información de la Dirección General de Seguridad e il Servicio de Información de la Guardia Civil si occupavano dei delitti politico-sociali.
Vi erano poi i tre servizi militari: i Servicios de Información del Ejército de Tierra, de la Armada y del Ejército del Aire (Segundas Secciones -Inteligencia).
Infine i Servicios de Inteligencia Exterior y de Contrainteligencia, dipendenti dalla Tercera Sección (Operaciones) del Alto Estado Mayor.
Anche per contrastare il terrorismo dell'ETA successivamente nacque l'Organización Contrasubersiva Nacional (OCN).
Dal 1972, nella fase finale del franchismo, nacque il Servicio Central de Documentación (SECED) che fu il servizio d'intelligence in vigore fino alla transizione alla democrazia, nel 1977. 

### I servizi democratici
In quella data il SECED si fuse con il Tercera Sección de Información del Alto Estado Mayor (servizi militari, per l'estero) e con la Brigada Político-Social (polizia politica nata nel 1941) nel Centro Superior de Información de la Defensa (CESID), che resterà fino al 2002.
La riforma del sistema di intelligence spagnolo del 2002 è nata dall'esigenza di creare dei servizi di intelligence efficaci, specializzati e moderni, in grado di affrontare le nuove minacce dell'attuale scenario nazionale ed internazionale, ispirati da principi di controllo democratico e completo assoggettamento all'ordinamento giuridico.
Nell'ottobre 2014 il Centro Nacional de Coordinación Antiterrorista  (antiterrorismo) fu integrato con il Centro de Inteligencia Contra el Crimen Organizado, costituendo il Centro de Inteligencia contra el Terrorismo y el Crimen Organizado.

## Organizzazione
I Servizi informativi della Spagna rappresentano un caso particolare nel quadro dei Servizi occidentali. Mentre la maggior parte degli Stati in ambito NATO si appoggia su due Servizi informativi principali, generalmente competenti uno per l'attività informativa estera e l'altro per quella interna, il Regno di Spagna si è indirizzato dal 1977 verso un Servizio segreto unico, il CESID prima e dal 2002 il CNI. 
Tutti gli organi informativi appartenenti al Sistema di intelligence spagnolo sono subordinati al CNI.
Il controllo governativo si esplica tramite la Commissione Delegata dal Governo per gli Affari di Intelligence.
La comunità d'intelligence in Spagna è composta da:
- Centro Nacional de Inteligencia (CNI)
- Centro de Inteligencia de las Fuerzas Armadas (CIFAS)
- Commissariato Generale di Informazione (CGI – sezione informativa della Polizia)
- Servizio Informativo della Guardia Civil (SIGC – sezione informativa del corpo della Guardia Civil)
- Centro de Inteligencia contra el Terrorismo y el Crimen Organizado (CITCO)

### Il C.N.I.
Le Cortes hanno istituito un servizio segreto centralizzato: il "Centro Nacional de Inteligencia" (C.N.I.) con compiti di spionaggio e controspionaggio, che ha anche funzioni di coordinamento degli altri servizi informativi. 
Il direttore del servizio assume il rango di viceministro e il segretario generale quello di Sottosegretario. Istituito organicamente nel Ministero della Difesa, seppur autonomo funzionalmente, fornisce al Capo del Governo spagnolo informazioni, analisi, studi e proposte che consentano di prevenire ed evitare qualsiasi pericolo, minaccia o aggressione all'indipendenza o all'integrità territoriale della Spagna, agli interessi nazionali e alla stabilità dello Stato di diritto e delle sue istituzioni.

### I servizi militari
Parallelamente all'evoluzione del servizio d'intelligence vi è stata anche l'evoluzione dei Servizi informativi militari, dipendenti, alle loro origini, dalle rispettive forze armate, Ejército de Tierra, Armada Española (Marina) e Ejército del Aire (Aeronautica) e, successivamente, unificati, attraverso la Direttiva Interna 20/2000, nel "Centro de Inteligencia de las Fuerzas Armadas" CIFAS). 
Col R.D. del 25 giugno n. 1551/2004 il CIFAS viene inserito alle dipendenze dello Stato Maggiore della Difesa, responsabile dell'intelligence militare e della valutazione di situazioni di interesse militare o con rischio di potenziali crisi provenienti dall'esterno e con funzioni di appoggio alle operazioni.
Il CIFAS, come unificazione delle sezioni informative delle Forze Armate, si occupa esclusivamente dell'intelligence militare. Il CIFAS deve allertare su possibili situazioni di interesse militare, situazioni potenzialmente rischiose, provenienti dall'esterno, ed ha funzioni di appoggio alle operazioni delle Forze armate spagnole.

### Intelligence di polizia
I due Servizi informativi dei corpi di polizia, CGI (Cuerpo Nacional de Policía) e SIGC (Guardia Civil) si limitano ad acquisire informazioni per il raggiungimento degli obiettivi propri delle forze di polizia. 
Il Centro de Inteligencia contra el Terrorismo y el Crimen Organizado ha principalmente compiti di antiterrorismo e lotta al crimine organizzato, e dipende dal Ministerio del Interior.

## Coordinamento
Tutti gli organi informativi appartenenti alla comunità di intelligence spagnola sono comunque subordinati al Centro Nacional de Inteligencia, il quale coordina le varie attività di intelligence. 
Il Direttore del CNI è l'Autorità Nazionale per l'intelligence e il controspionaggio, ed è l'unico responsabile incaricato di presentare le relazioni, pertinenti alle attività informative e alle minacce per il Regno, davanti alla Commissione Delegata Governativa per l'Intelligence.